# Wólka (gromada w powiecie iłżeckim)
Wólka – dawna gromada, czyli najmniejsza jednostka podziału terytorialnego Polskiej Rzeczypospolitej Ludowej w latach 1954–1972.
Gromady, z gromadzkimi radami narodowymi (GRN) jako organami władzy najniższego stopnia na wsi, funkcjonowały od reformy reorganizującej administrację wiejską przeprowadzonej jesienią 1954 do momentu ich zniesienia z dniem 1 stycznia 1973, tym samym wypierając organizację gminną w latach 1954–1972.
Gromadę Wólka siedzibą GRN w Wólce (w obecnym brzmieniu Wólka Gonciarska) utworzono – jako jedną z 8759 gromad na obszarze Polski – w powiecie iłżeckim w woj. kieleckim, na mocy uchwały nr 13k/54 WRN w Kielcach z dnia 29 września 1954. W skład jednostki weszły obszary dotychczasowych gromad Borów, Dębniak, Kowalków i Wólka ze zniesionej gminy Miechów oraz część dotychczasowej gromady Jedlanka Nowa ze zniesionej gminy Krzyżanowice w tymże powiecie; ponadto lasy państwowe nadleśnictwa Małomierzyce, oddziały Nr Nr 1 do 19 i 124 do 127. Dla gromady ustalono 18 członków gromadzkiej rady narodowej.
29 lutego 1956 do gromady Wólka przyłączono oddziały oddziały Nr Nr 20–28, 35, 36, 95 i 96 nadleśnictwa Małomierzyce z gromady Chwałowice w tymże powiecie.
Gromadę zniesiono 31 grudnia 1959, a jej obszar włączono do nowo utworzonej gromady Kowalków.